# 观音寺乡 (鲁山县)
观音寺乡，是中华人民共和国河南省平顶山市鲁山县下辖的一个乡镇级行政单位。

## 行政区划
观音寺乡下辖以下地区：
观音寺村、鲁窑村、北三间房村、岳村、西陈庄村、马三庄村、下孤山村、西桐树庄村、竹园村、石坡头村和太平堡村。